# حزب ناسیونال سوسیالیست کارگران بلغارستان
حزب ناسیونال سوسیالیست کارگران بلغارستان ( به بلغاری : Национал-Социалистическа Българска Работническа Партия ) یک حزب نازی مستقر در پادشاهی بلغارستان بود.

## منبع
- https://en.wikipedia.org/wiki/National_Socialist_Bulgarian_Workers_Party

....